# Ноктюрн (печера)
Ноктюрн — карстова печера, розташована в Абхазії, Гудаутському районі, на Південному схилі Бзибського хребта.
Протяжність 1460 м, проективна довжина 630 м, глибина −462 м, площа 1870 м², об'єм 7500 м³, висота входу 1960 м.

## Опис печери
Вхід має округлу форму і розташований на дуже крутому схилі. Шахта-понор каскадної будови, закладена вздовж порушень з простягання 40° і 340°. Похилий хід виводить до першого меандра шириною 0,2-1,0 м і протяжністю 25 м; після розширення — наступний меандр і колодязь 20 м. Уздовж порушення починається галерея шириною 7 м з брилами на дні, що переходить в меандр. До глибини −220 м хід йде в глибокому навалі уздовж порушення, до −300 м — обводнений меандр, що відкривається в колодязь 30 м. На дні колодязя починається галерея з потужним бриловим завалом, потім обрив 27 м, за яким слідує горизонтальний хід протяжністю 140 м. На глибині −390 м починається каскад колодязів 22, 10, 10 м і глибовий завал. Ймовірно продовження порожнини.
Шахта закладена в верхньоюрських вапняках. У ближній частині порожнини є потужні сталактити і сталагміти, нижче — рідкісні натьоки, місячне молоко. Широко поширені обвальні та водні механічні відкладення.
Струмок починається з глибини 30 м, потім неодноразово зникає в глибокому навалі, з'являється знову, приймає ряд приток. На −300 м витрата до 10 л/с, −400 м — до 30 л/с з озерами глибиною до 1 м. На глибині −462 м вода йде в гальку і щебінь..

## Історія дослідження
Виявлено і досліджено під час пошукової експедиції красноярських спелеологів в 1981 р. (кер. А. Бурмага), в 1983 р. здійснено гідронівелювання (кер. Л. Я. Осадчук).